# لويزيانا
لويزيانا أو لُوِزيانة (بالإنجليزية: Louisiana)‏؛ وبفرنسية لويزيانا لا لويزيان La Louisiane؛  وبلغة كريول لويزيانا: ليتا دي لا لويزيان Léta de la Lwizyàn؛ وبالفرنسية المعيارية إيتا دي لويزيان État de Louisiane، هي ولاية تقع في المنطقة الجنوبية من الولايات المتحدة. ترتيب لويزيانا هو الحادي والثلاثين من حيث المساحة والخامس والعشرين من حيث السكان بين الولايات الأمريكية الخمسين. عاصمتها هي مدينة باتون روج وأكبر مدنها هي نيو أورليانز. لويزيانا هي الولاية الوحيدة في الولايات المتحدة التي تعتمد تعبير أبرشية لوصف تقسيماتها السياسية، وهي تعادل المقاطعات. أكبر أبرشية من حيث السكان هي إيست باتون روج، وأكبرها من حيث المساحة هي بلاكماينز. وتحدها ولايات أركنساس في الشمال، ميسيسيبي إلى الشرق، تكساس من الغرب، وخليج المكسيك إلى الجنوب.
تشكلت معظم أراضي الولاية من الرواسب التي أتت من نهر المسيسيبي، مكونة دلتا هائلة ومناطق شاسعة من السبخات الساحلية والمستنقعات. وهي موطن غني للكائنات الحية الجنوبية؛ ومن أهم هذه الحيوانات الطيور مثل أبو منجل و الأقرط. هناك أيضا العديد من أنواع ضفادع الأشجار والأسماك مثل سمك الحفش وسمك المجداف. تأوي هذه المناطق عددا كبيرا من الأنواع النباتية، بما في ذلك العديد من أنواع السحلبيات والنباتات اللاحمة. لويزيانا بها عدد من القبائل الأمريكية الأصلية أكثر من أي ولاية جنوبية أخرى، بما في ذلك أربعة معترف بها فدراليا، وعشرة تعترف بها الولاية، وأربعة لم تتلق الاعتراف بعد.
بعض البيئات الحضرية في لويزيانا تملك تراثا متعدد الثقافات واللغات، وتأثرت بشدة بخليط الثقافات الفرنسية والأسبانية والأمريكية الأصلية والآسيوية والأفريقية في القرن الثامن عشر وتعتبر استثنائية في الولايات المتحدة. كانت ولاية لويزيانا الحالية مستعمرة فرنسية، ثم احتلتها إسبانيا لفترة وجيزة قبل أن تعود إلى فرنسا، ثم اشترت الولايات المتحدة الأرض في عام 1803. بالإضافة إلى ذلك، جلب المستعمرون العديد من الأفارقة كعبيد في القرن الثامن عشر. وجاء أغلب العبيد من شعوب المنطقة نفسها في غرب أفريقيا، وبالتالي تركزت ثقافتهم في المنطقة. زاد ضغط الثقافة الأنجلو أمريكية في بيئة ما بعد الحرب الأهلية، وفي عام 1921 أصبحت اللغة الإنجليزية لفترة من الوقت هي اللغة الوحيدة للتعليم في مدارس لويزيانا قبل أن يتم إقرار سياسة تعدد اللغات في عام 1974. لم تكن هناك لغة رسمية في لويزيانا، ويعدد دستور الولاية «حق الشعب في الحفاظ على أصوله التاريخية واللغوية والثقافية وتعزيزها»، سواء كانت إنجليزية أو فرنسية أو إسبانية أو غير ذلك.

## التسمية
سميت ولاية لويزيانا بهذا الاسم نسبة إلى لويس الرابع عشر ملك فرنسا الذي حكم ما بين عامي 1643 و1715.حيث سماها الرحالة الفرنسي روبير دو لا سال، سنة 1682، باسم (La Louysiane) ومعناها (أرض لويس)، قبل أن تتغير طريقة الكتابة إلى Louisiane، الشكل المتعارف عليه حاليا.

## تاريخ
يمتد تاريخ لويزيانا من حقبة الأمريكيين الأصليين، والتي تلتها مرحلة الاستعمار الأوروبي، ابتداء من القرن الخامس عشر عشر، حيث تداولت على حكمها فرنسا وإسبانيا، قبل أن يتم بيعها إبان حكم نابوليون الأول، في 1803 للأمريكيين الولايات المتحده الأمريكية الوليدة آنذاك.

### حقبة الأمريكيين الأصليين
على غرار باقي مناطق أمريكا الشمالية، يمتد الوجود البشري في لويزيانا إلى 12 ألف سنة، حسب الدلائل الأركيولوجية. قبل الاحتكاك مع المستوطنين، كانت ساكنة الأمريكيين الأصليين في المنطقة الممتدة من خليج المكسيك إلى البحيرات الكبرى تقدر ب 500 ألف نسمة، سرعان ما انهارت عدديا مع حلول الأوروبيين، و كانت تعيش وفق منظومة قبلية، مبنية على اقتصاد أولي معتمد على الزراعة و القنص و الصيد.

قدر بعض الرهبان اليسوعيين الفرنسيين نسبة تناقص الأمريكيين الأصليين في لويزيانا وحدها ب 15% خلال العشرين سنة الأولى من الاستعمار الفرنسي. و من أهم أسباب هذا التناقص الديمغرافي، الأمراض المعدية (خصوصا الجدري) و استهلاك الكحول والحروب الأهلية القبلية التي نشبت بتحريض من القوتين الاستعماريتين المتنافستين، فرنسا وبريطانيا.
بحكم قلة أفراد البعثات الاستعمارية الفرنسية، اضطر الضباط الفرنسيون إلى التعايش مع السكان الأصليين و تعلم لغاتهم، بل والتحالف العسكري مع بعض قبائلهم.بالمقابل، لاقت البعثة الفرنسية مقاومة شرسة من قبائل Natchez الناتشيز.
لا تزال، إلى اليوم، علامات مخلدة للأمريكيين الأصليين، خصوصا في أسماء الأماكن والسكان في لويزيانا، مثل أتشافالايا، ناتشيتوتشيس، كادو، هوما، تانجيباهوا وأفويل.

### مرحلة الاستيطان الأوروبي
- 1682: استكشاف الرحالة الفرنسي روبير دو لا سال لحوض نهر الميسيسيبي، قادما من فرنسا الجديدة. عند وصوله لمصب النهر، أطلق تسمية لويزيانا على المنطقة الشاسعة المستكشفة، تكريما للويس الرابع عشر، ملك فرنسا آنذاك.
- القرن الثامن عشر: امتدت مستعمرة لويزيانا من منطقة البحيرات الكبرى، إلى خليج المكسيك، متضمنة أراضي الولايات الأمريكية الحالية التالية، أركانساس، داكوتا الجنوبية، داكوتا الشمالية، آيوا، كانساس، ميسوري، مونتانا، نبراسكا وأوكلاهوما و لويزيانا الحالية، وأجزاء من ولايات كولورادو ووايومنغ ومينيسوتا وتكساس.
- 1712: لويس الرابع عشر يبيع لويزيانا لرجل الأعمال أنطوان كروزا الذي أسس شركة الميسيسيبي لاستغلال المستعمرة مستندا على يد عاملة من العبيد الزنوج.
- 1718: تفويت استغلال المستعمرة لشركة الغرب التي كانت مملوكة للاقتصادي و البنكي جون لاو.
- 1718: تأسيس مدينة نيو أورليانز تيمنا بفيليب دورليان، دوق أورليون، الذي كان رئيس مجلس وصاية العرش، قبل بلوغ لويس الخامس عشر سن الرشد. أسس المدينة لوموان دوبيينفيل، أول حاكم فرنسي للمستعمرة.[12]
- 1723: تطوير استغلال المستعمرة من طرف شركة الهند، عبر سياسة استيطان مدني وعسكري، إلى غاية 1731.
- 1729: أسفرت الحرب ضد قبائل الناتشيز الأمريكية الأصلية على مقتل 248 مستوطنا فرنسيا.
- 1763: بعد هزيمتها في حرب السنوات السبع، تخلت فرنسا عن غرب لويزيانا لفائدة إسبانيا و عن شرقها لفائدة بريطانيا، وفق بنود معاهدة فونتينبلو. و حافظت فرنسا فقط على الأراضي المحيطة بنيو أورليانز و بحيرة بونتشارترين.[13]
- 1765: تحت السلطة الإسبانية، تم توطين الأكاديين في لويزيانا في براري الأطاكابا.
- 1784: الحاكم الإسباني بيرناردو دي كالبيث يهزم البريطانيين خلال حرب الاستقلال الأمريكية و يغلق نهر الميسيسيبي.

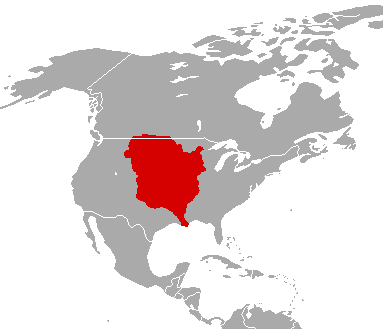
لويزيانا سنة 1800

- 1785: الحاكم الإسباني استيبان ميرو يوطن 1598 أكاديا في أقصى جنوب لويزيانا واستغلال الأراضي عبر تجفيف المستنقعات عبر بناء السدود المائية.[14]
- 1786: استيبان ميرو يحظر استيراد العبيد المولودين بالكاريبي، دون حظر الرقيق الإفريقي.
- 1790: استيبان ميرو يحظر استيراد العبيد القادمين من الجزر الفرنسية.
- 1793: إيلي ويتني يخترع محلج القطن الذي مكن من فصل ألياف القطن عن بذورها وأسس لثورة صناعية مكنت من تقليل الارتهان إلى اليد العاملة.
- 1793: الثورة الفرنسية تلغي العبودية، مما أدى ب 15 ألف من سكان لويزيانا البيض إلى اللجوء إلى سانت دومينغ وكوبا و مناطق أمريكية أخرى.
- 1795: حسب معاهدة مدريد، تم تقليص الوجود الإسباني في أقصى جنوب حوض الميسيسيبي تحت خط مدينة ناتشيز ديستريكت (400 كلم شمال نيو أورليانز)، و تم تعويض إسبانيا بحق خزن القطن في المنطقة الحرة لنيو أورليانز.
- 1800: إسبانيا تعيد لويزيانا إلى فرنسا بموجب معاهدة سان إلديفونسو.[13]

### القرن التاسع عشر، لويزيانا ولاية أمريكية
- 1803: نابوليون يبيع لويزيانا للولايات المتحدة بمبلغ 60 مليون فرنك فرنسي إضافة إلى إلغاء 20 مليون فرنك من الديون الفرنسية.[12] تمت العملية دون موافقة الجمعية الوطنية الفرنسية آنذاك. حسب المعايير المعاصرة، تعادل قيمة الصفقة ما قيمته 400 مليار دولار أمريكي.[14]

- 1812: قبول انضمام لويزيانا إلى اتحاد الولايات الأمريكية في 30 أبريل.[13] كانت لويزيانا الولاية 18 في ترتيب الانضمام، وكانت آنذاك الولاية الوحيدة التي لا يشكل فيها الناطقون بالإنجليزية أغلبية الساكنة. كانت غالبية ساكنة أكاديين أو فرنسيين أو إسبانيين أو كريول. تمت صياغة أول القوانين المدنية للولاية من طرف الفقيه القانوني لوي مورو ليسلي، والذي كان مستوحى من قوانين فرنسا القارية. تمت كتابة النصوص القانونية الأولى للولاية بالفرنسية، قبل أن تترجم لاحقا للإنجليزية. و لا زال للنص الفرنسي قوة قانونية إلى اليوم حيث يراجع كلما ظهر اختلاف في تأويل النص الإنجليزي.
- 1830: تم تقدير العبيد المستغلين في حقول قصب السكر ب 21 ألفا وقدر عدد مطاحن السكر ب 725 بعد أن كان عددها 75 فقط في 1810.
- 1849: باتون روج تصبح عاصمة للولاية.
- 1861: على غرار باقي الولايات الأمريكية الرافضة لإلغاء العبودية، أعلنت لويزيانا انفصالها عن الاتحاد.[13]
- 1862: الجيش الفيدرالي يخضع لويزيانا بعد مقاومة شرسة من الكريول البيض.
- 1864: إقرار دستور جديد للولاية يرسخ الإنجليزية كلغة رسمية للولاية.[15]

### لويزيانا المعاصرة

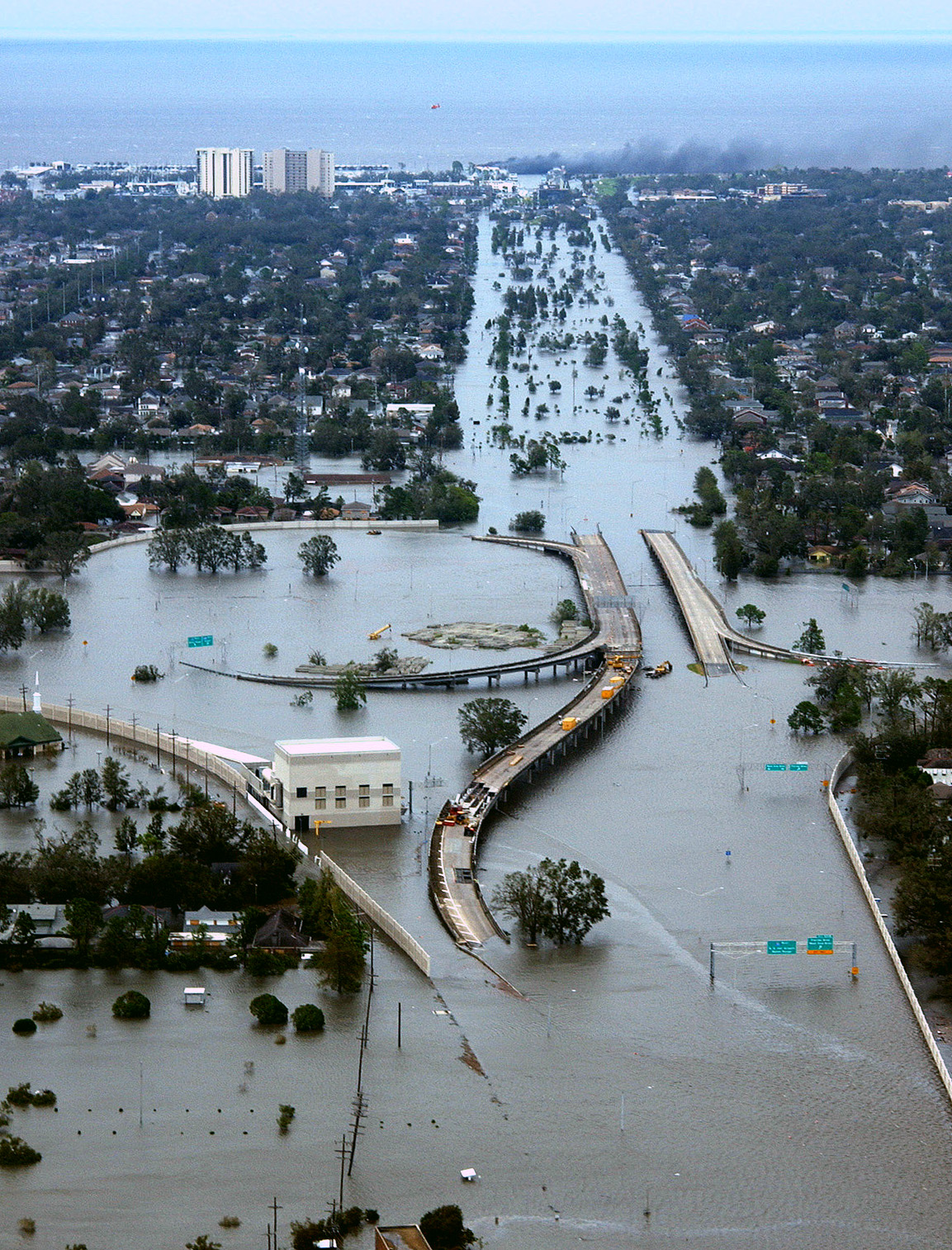
نيو أورليانز أكبر مدن الولاية، بعد مرور إعصار كاترينا

- 1913: منع استعمال الفرنسية في التعليم، باستثناء الرعيات ذات الأغلبية الفرنكوفونية.[15]
- 1921: نص دستور الولاية على حصرية الإنجليزية كلغة رسمية.
- 1968: إحداث مجلس تنمية اللغة الفرنسية في لويزيانا (CODOFIL)، بمبادرة من النائب والمحامي جيمس دومانجو (James Domengeaux)، ذي الأصول الأكادية. في نفس السنة، تم إقرار قوانين من طرف الغرفتين البرلمانيتين للولاية تعيد الاعتبار للغة الفرنسية و تنص على إجباريتها، كلغة ثانية، في التعليم.[16]
- 1972: إدوين إدواردز (Edwin Edwards)، أول حاكم فرانكوفوني للولاية في القرن العشرين.[17]
- 2004: كاثلين بلانكو، أول امرأة تنتخب حاكمة للولاية.
- 2005: إعصار كاترينا يضرب جنوب الولاية، مخلفا أضرارا كبيرة، مادية وبشرية.[18]
- 2010: كارثة بيئية بسواحل الولاية إثر حادث تسرب نفطي من إحدى المنصات النفطية لشركة بي بي (BP) في خليج المكسيك.[19]

## جغرافيا

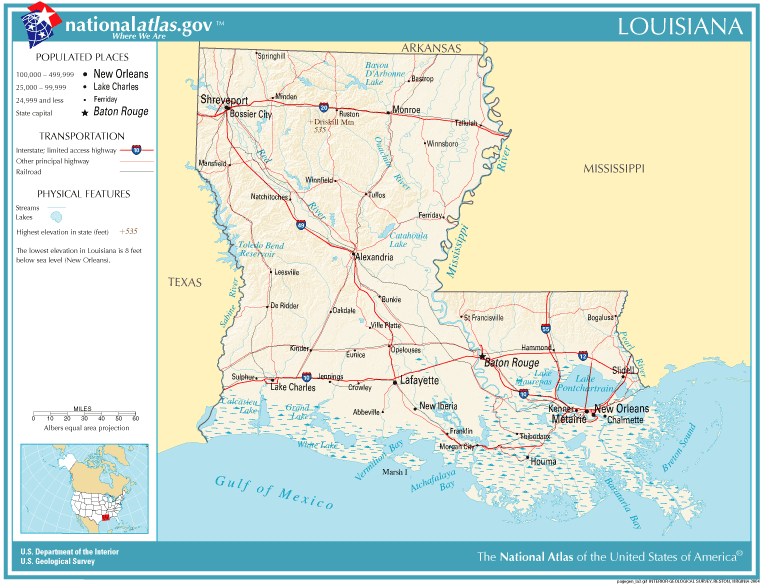
خريطة للويزيانا من الأطلس الوطني الأمريكي

تبلغ مساحة لويزيانا 836 112 كلم مربعا، وهو ما يكافئ مساحات دول من حجم بلغاريا أو هندوراس أو بنين أو اليونان، و هي تحتل المرتبة 31 في ترتيب الولايات الأمريكية، حسب المساحة.

تتميز تضاريس لويزيانا عموما بانبساطها، وبكثافة الموارد المائية. و تتوزع التغطية النباتية بين مجالات غابوية وأراض زراعية. يتميز جنوب الولاية بتأثير حوض مصب نهر الميسيسيبي، حيث تغلب المستنقعات.
على المستوى الهيدروغرافي، تغطي المياه 9000 كلم مربع من مساحة الولاية. يبلغ الصبيب المتوسط لنهر الميسيسيبي 20000 متر مكعب في الثانية، و يحد مجراه حدود الولاية الشرقية، ويشكل دلتا حول مدينة نيو أورليانز في مثلث قمته على مستوى العاصمة باتون روج. شكلت الأذرع الميتة للنهر، على امتداد السنوات، تراكمات وحلية ومستنقعات، تزداد كثافتها مع الاقتراب نحو الساحل. تعرف هذه المسطحات المائية المميزة للويزيانا بالبايو Bayou، المستنبطة من الكلمة الفرنسية boyau، التي تعني «خرطوم». البايو مسطح مائي قليل العمق تتراوح حركيته بين الركود وتيارات جد بطيئة، تكون وفق حركات المد و الجزر البحريين إذا كان البايو متصلا بالساحل. تمثل هذه الفضاءات البرمائية أنظمة بيئية معقدة تأوي أنواعا متعددة من الكائنات كتماسيح القاطور والدلافين.

شكلت مسطحات البايو عبر تاريخ لويزيانا فضاء اقتصاديا مهما، عبر استغلال ثرواتها الطبيعية السمكية والخشبية و النفطية، أو كفضاء فلاحي لزراعات القطن والذرة و الأرز والسكر. نظرا لقيمتها الاقتصادية، يقدر ثمن نصف هكتار من البايو بين 50 و 80 ألف دولار أمريكي.

على مستوى المناخ، تنتمي لويزيانا إلى منطقة مناخ رطب شبه مداري، يبلغ متوسط الحرارة شتاء 12 درجة و يتراوح بين 28° و 33° صيفا. ترزح الولاية تحت خطر الأعاصير الاستوائية و التي يعتبر كاترينا أخطرها عبر تاريخ الولاية (2005). تمتد فترة احتمال نشوب الأعاصير بين آخر الصيف وبداية الخريف.

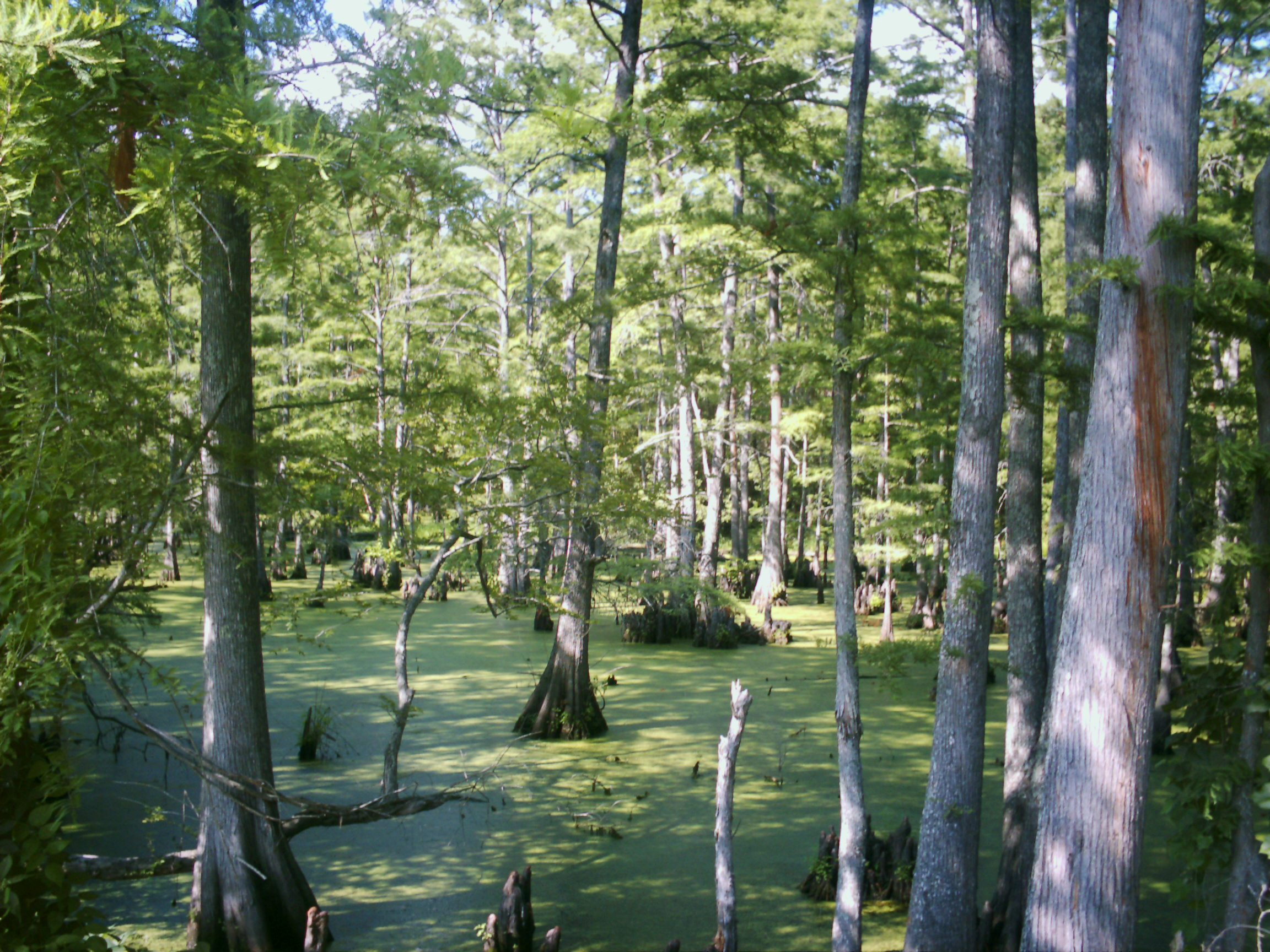
مثال للمستنقعات المعروفة في لويزيانا بالبايو

في ما يلي جدول درجات الحرارة القصوى والدنيا في الولاية:
| الشهر  | الدرجة الدنيا | الدرجة القصوى |
| ------ | ------------- | ------------- |
| يناير  | 9             | 19            |
| فبراير | 10            | 19            |
| مارس   | 13            | 22            |
| أبريل  | 17            | 25            |
| ماي    | 20            | 29            |
| يونيو  | 24            | 32            |
| يوليو  | 24            | 32            |
| أغسطس  | 25            | 32            |
| سبتمبر | 23            | 31            |
| أكتوبر | 19            | 27            |
| نوفمبر | 13            | 21            |
| ديسمبر | 10            | 18            |

## الاقتصاد
حسب المعطيات الإحصائية لسنة 2010، بلغ الناتج المحلي الإجمالي للولاية:
- 195.2 مليار دولار أمريكي (بمؤشرات أسعار 2005)
- 218.9 مليار دولار أمريكي (بالمؤشرات الجارية)

بلغت نسبة نمو الناتج المحلي الإجمالي 2.6% + مقارنة ب 2009. و هي نفس نسبة نمو الاقتصاد الأمريكي سنة 2010. و بلغ الناتج المحلي للفرد 271 35 دولار أمريكي سنة 2010، أي أقل ب 4.2% من المتوسط الوطني الأمريكي. في 2008، بلغ وزن اقتصاد لويزيانا 1.6% من الاقتصاد الأمريكي، و احتلت في نفس السنة المرتبة 23 في مساهمة الولايات في الاقتصاد الوطني.

أهم القطاعات الإنتاجية في لويزيانا هي الصناعة (18.2% من ناتج 2008) و النفط والغاز (16.4%) و العقار (7%) و التجارة (6.1%).

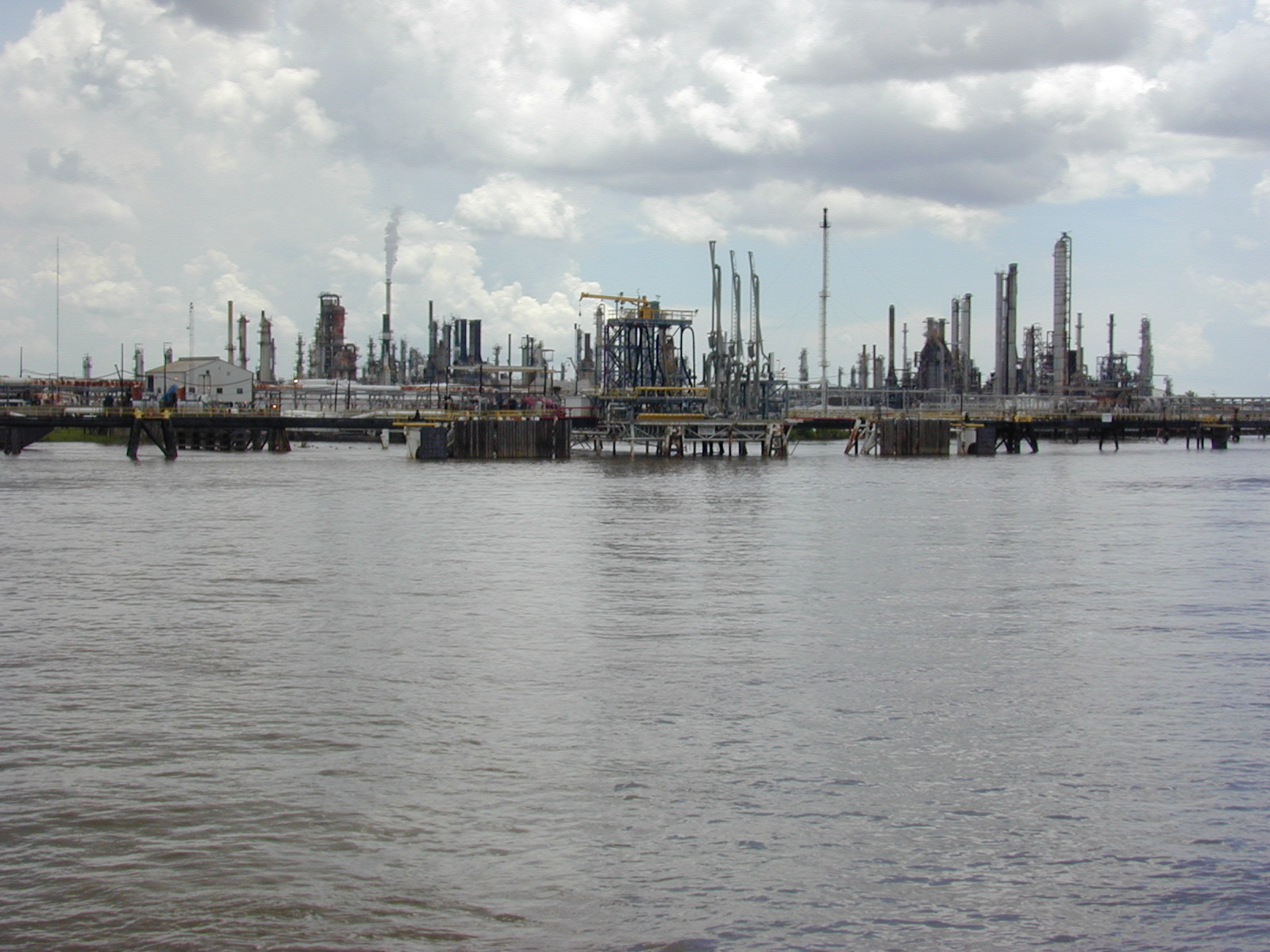
مصفاة نفط بمدينة نيو أورليانز

بلغت صادرات الولاية في 2009 ما قوامه 32.7 مليار دولار أمريكي (أقل ب 21.9% من صادرات 2008)، و تعتبر الصين أول زبون للويزيانا ب 16.6% (و هو ثقل ازداد ب 54.6% مقارنة مع 2008).
في ما يلي لائحة أهم الزبناء التجاريين للويزيانا، حسب أرقام 2009:
| الدولة         | ثقلها في صادرات لويزيانا |
| -------------- | ------------------------ |
| الصين          | 16.6%                    |
| اليابان        | 7.8%                     |
| المكسيك        | 6.8%                     |
| كندا           | 5%                       |
| كوريا الجنوبية | 4.2%                     |
| هولندا         | 3.9%                     |
| مصر            | 3.6%                     |
| سنغافورة       | 3.1%                     |

بلغت نسبة البطالة، في أبريل 2010 6.7% (6.5% في أبريل 2009) و هي نسبة أقل بكثير من المعدل الوطني الأمريكي لأبريل 2010 الذي بلغ 9.9%.

تتمركز في لويزيانا 88% من المنصات النفطية الأمريكية، وتحتل المرتبة الأولى، وطنيا، بين الولايات المنتجة للبترول، و المرتبة الثانية بين المنتجة للغاز الطبيعي.

تحتل لويزيانا المرتبة الثالثة، وطنيا، في الإنتاج السمعي البصري وصناعة السينما، وراء كاليفورنيا ونيويورك (80 فيلما منتجا سنة 2008 بميزانيات قوامها 800 مليون دولار أمريكي). ساهمت سياسات ضريبية تحفيزية في تطوير هذا القطاع والمتمثلة في إعفاء 35% من ضريبة الدخل على الأجور المصروفة في القطاع، و 25% من الضرائب المفروضة على أي استثمار مرتبط بالإنتاج الرقمي. و من حوافز تطور هذا القطاع، البنيات التحتية العالية الجودة، على غرار القطب التكنولوجي لمدينة لافاييت .

## الديموغرافيا
وفقا لتقديرات مكتب تعداد الولايات المتحدة,بلغ عدد سكان لويزيانا 4,601,893 نسمة في يوليو عام 2012.

### الأعراق والأقليات
وفقا لإحصائيات عام 2010,كان سكان لويزيانا:
- البيض والأوروبيون بشكل عام 66.6%
- السود أو الأفارقة 32.0%
- المهاجرون الآسيويون 1.5%
- السكان الأصليون 0.7%
- عرقان أو أكثر 1.6%

### اللغة
لولاية لويسيانا ثقافة فريدة بسبب تراث السيطرة الفرنسية. تعتبر اللغتان الإنجليزية والفرنسية الأكثر استخداماً. رغم أن الأغلبية (90.79%) تتحدث بالإنجليزية كلغة أم، إلا أن 4.68% من سكان الولاية يتكلمون اللغة الفرنسية، حسب إحصاء سنة 2000. في السنوات الأخيرة، وبحكم الهجرة اللاتينية، ارتفعت نسبة الناطقين بالإسبانية في الولاية من 2.53% (نسبة سنة 2000) إلى نسبة 4.2%، حسب إحصائيات 2010.
و حسب تعداد الولايات المتحدة 2000, 4.7% من سكان الولاية الذين عمرهم 5 سنوات فأكثر يتحدثون اللغة الفرنسية في المنزل.بينما تبلغ نسبة متحدثي الإسبانية 2.5% من السكان.

## الإدارة والحياة السياسية
يعتمد التقسيم الإداري للولاية على وحدة الإقليم، والتي تسمى بالرعية (parish)، خلافا لباقي الولايات الأمريكية، حيث تسمى الدرجة التي تلي الولاية في الهرم الإداري بالكاونتي (county). و يرجع الأصل في هذه الخصوصية إلى التراث الفرنسي للويزيانا. فقبل 1789، كان التقسيم الإداري الفرنسي متطابقا مع مجالات نفوذ السلطة الدينية، وكانت الوحدات الإدارية الفرنسية تستند على الرعية المسيحية (paroisse ecclésiastique)، قبل أن تتم تسميتها لاحقا (بعد 1789) بالرعية المدنية (paroisse civile). يبلغ عدد الرعيات في ولاية لويزيانا 64 و هي موزعة عبر خمس مناطق أساسية (تقسيم شكلي غير وظيفي):
- شمال لويزيانا (North Louisiana)
- لويزيانا الوسطى (Central Louisiana)
- أكاديانا (Acadiana)
- رعيات فلوريدا (Florida Parishes)
- نيو أورليانز الكبرى (Greater New Orleans)

لولاية لويزيانا غرفة برلمانية سفلى مكونة من 105 نائبا وغرفة برلمانية عليا (مجلس شيوخ) ب 39 عضوا. على المستوى الفدرالي للولاية سبعة أعضاء في الكونغرس (خمسة منهم جمهوريون واثنان ديموقراطيان حسب نتائج 2008) و عضوان في مجلس الشيوخ (هما الديمقراطية ماري لاندريو و الجمهوري ديفيد فيتر حسب نتائج 2008).

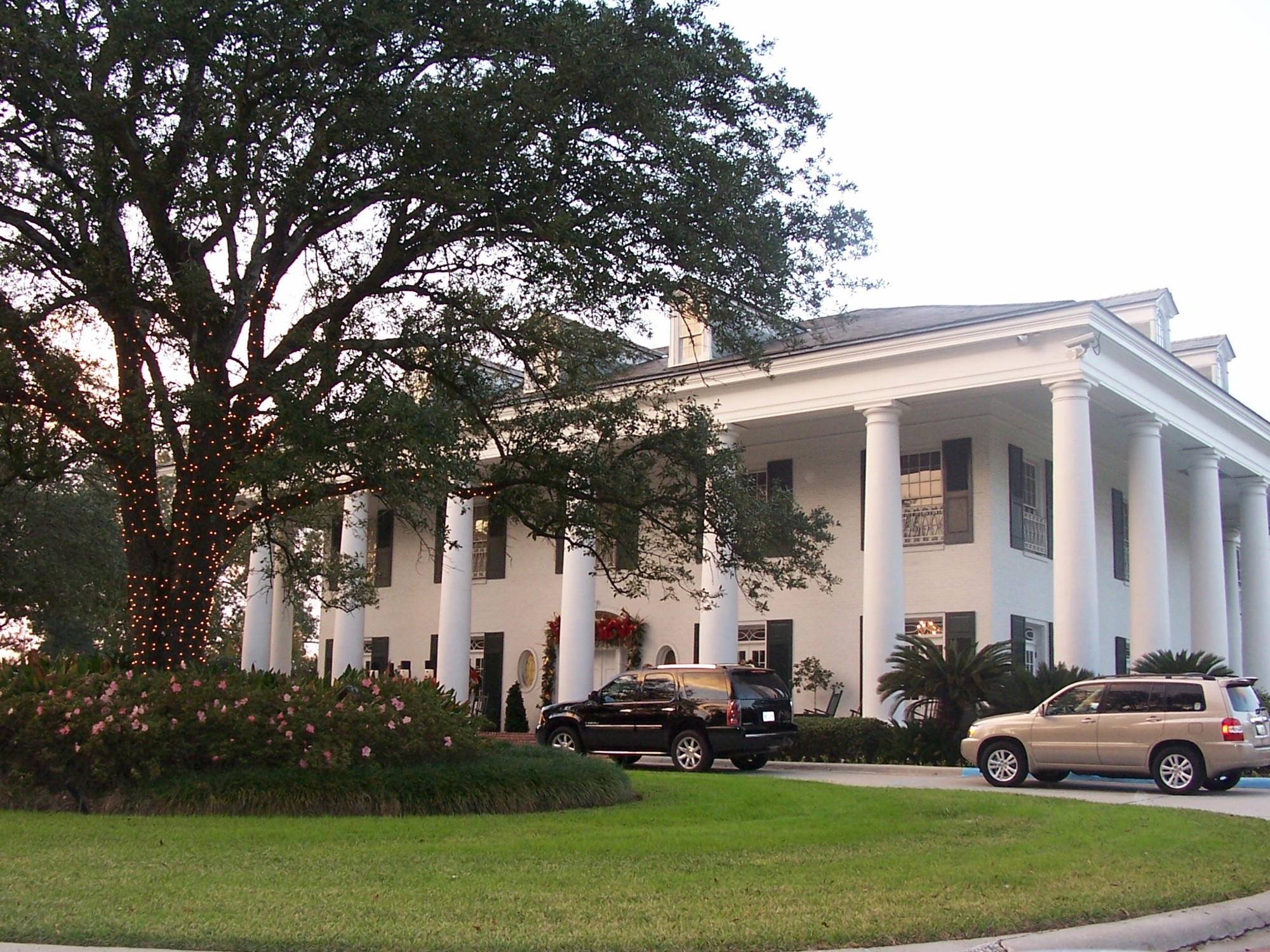
الإقامة الرسمية لحاكم ولاية لويزيانا.

على المستوى السياسي، تميز تاريخ لويزيانا بجنوحها للحزب الديمقراطي، قبل أن ترجح الجمهوريين مع حلول القرن 21، على غرار باقي الولايات الأمريكية الجنوبية. من أهم لحظات الولاية عبر تاريخ الرئاسيات الأمريكية تصدر المحافظ الديمقراطي جيمس ستروم ثورموند لأصوات الولاية ب 49.07%. في 1956، كان دوايت أيزنهاور أول جمهوري يتصدر الرئاسيات في لويزيانا. و في 1968، حصد المرشح المساند للعزل العنصري جورج والاس أكثرية أصوات الولاية ب 48.32%. و في 1996، كان بيل كلينتون آخر رئيس ديمقراطي يفوز بأصوات الولاية.
خلال رئاسيات 2004 فاز المرشح الجمهوري جورج دبليو بوش ب 56.72% من أصوات الولاية مقابل 42.22% لمنافسه الديمقراطي جون كيري.

في 14 يناير 2008، فاز الجمهوري بوبي جندال بانتخابات منصب حاكم الولاية، ويعتبر أول أمريكي من أصول هندية يتقلد هذا المنصب.

على المستوى البرلماني المحلي، وحسب نتائج 2011، يسيطر الجمهوريون على الغرفة السلفى ب 57 عضوا (من أصل 105) و على مجلس شيوخ الولاية ب 24 عضوا (من أصل 39).

خلال رئاسيات 2008، شهدت لويزيانا جنوحا حادا لليمين حيث فاز الصوت الجمهوري بفارق قياسي (19 نقطة)، كما شهدت استقطابا عرقيا حادا خلال التصويت حيث فاز المرشح ماكين ب 84% من أصوات البيض وفاز أوباما ب 94% من أصوات السود.

## وصلات خارجية
- موقع كتابة الولاية (Secretary of state)
- موقع حكومة لويزيانا
- موقع مجلس تنمية اللغة الفرنسية في لويزيانا